# Макаров, Александр Николаевич (критик)
Александр Николаевич Макаров (3 марта 1912, Москва — 2 декабря 1967) — советский литературный критик.

## Ранняя биография
Родился 3 марта (19 февраля по старому стилю) 1912 года в Москве. Отец, Макаров Николай Иванович (ум 1935) по происхождению крестьянин деревни Осташково Калязинского уезда Тверской губернии, ещё в детстве был отдан в мальчики к хозяину, по профессии был портным. Всю жизнь прожил в Москве: до революции работал по найму, служил в царской, а с 1918 по 1921 год в Красной армии рядовым. Впоследствии до 1927 года работал по найму, кустарём-одиночкой. C 1927 г. в артелях и государственных мастерских. Мать — Иванова Прасковья Давыдовна, крестьянка деревни Тостоухово Калязинского уезда умерла в 1912 году, спустя две недели после рождения сына.
Воспитывался бабушкой с материнской стороны — Ивановой Анной Архиповной, школьным сторожем села Константиново Калязинского уезда Тверской губернии. До 11 лет Макаров и жил в этой школе. В три с половиной выучился читать и стал читать запоем. Ещё тогда пытался складывать стихи.
В 1923 году отец забирает Макарова в Москву. Александр живёт в его новой семье, с мачехой, сестрой и братом. До 1930 г. учился в девятилетке, на слесаря в ЦИТе, работал около двух лет в Бауманском участковом бюро заборных книжек, вначале счетоводом, потом зам. заведующего. Не менее 4-5 месяцев в году проводил в деревне. В 1930 году вместе с бабушкой вступает в колхоз. В феврале 1933 г. переехал на постоянное жительство в колхоз «Передовик» (дер. Осташково). В колхозе работал избачом, по воспоминанию самого Макарова: «Надеялся писать, тянуло к прозе». В 1933 же году вступает в ВЛКСМ.

## Учёба в Литературном институте
В декабре 1933 г. райком партии направляет Макарова на I Московскую олимпиаду колхозной самодеятельности, где по собственным воспоминаниям
за очень слабенькие стихи я был неожиданно для себя премирован путёвкой в Литературный институт. Первый же год учёбы (1934-35) обнаружил всю хилость моего поэтического дара, и я был переведён на отделение критики.
Позже другой студент Литинститута — Константин Симонов в предисловии к посмертной книге Макарова «Идущим вослед» отметил:
"Макаров приехал в Москву из деревни и, в то время не думая ещё стать критиком, писал и читал нам вслух свои щемящие грустные деревенские стихи, столь явно напоминавшие Есенина, что их подражательность была очевидной даже для нас, ещё не оперившихся литературных юнцов.
«Несмотря на свою молодость и свою бросавшуюся в глаза непритёртость к Москве и городской жизни, — Макаров, как это очень быстро выяснилось, оказался самым образованным из нас, самым широко и серьёзно начитанным».
По некоторым данным, ещё в Литинституте у Макарова возникли какие-то серьёзные проблемы с властью. Но суть этого конфликта до сих пор неизвестна. Лишь в 1992 году хорошо знавший и друживший с Макаровым писатель Виктор Астафьев в письме к дочери критика заметил: 
«А о том, что А.Н. посидел в таких почётных местах, как Бутырка и Лефортово… Сейчас этим гордятся, как наградой».
В Литинституте Макаров встречает Наталью Вейсброд, которая становится его женой. Ещё на четвёртом курсе, в июле 1938 года в ЦК комсомола ему предлагают должность заместителя редактора журнала «Детская литература», но спустя несколько месяцев, после окончания института Макаров получает повестку в армию.

## Призыв в РККА и Великая Отечественная война
После призыва в армию Макаров оказался в 7-м стрелковом полку 156-й Крымской дивизии. Жена, бросив работу в Музее им. А. М. Горького, тут же поехала вслед за ним в Севастополь.
Полгода Макаров провёл в учебке. Но потом командование решило, что использует выпускника Литинститута нерационально, и летом 1939 года назначило его секретарём дивизионной газеты «Защитник Родины».
После похода РККА в Бессарабию Макаров возглавил газету Тираспольского укрепрайона «Новая жизнь». Демобилизовали его лишь в феврале 1941 года. Но на гражданке достойного применения своих сил он не нашёл. Помогли ему в военной комиссии Союза писателей. Литературный генералитет порекомендовал его в качестве вольнонаёмного в журнал «Краснофлотец» к В.Щербине. Офицерские же погоны он получил уже во время войны, 7 февраля 1942 год. В этом же году вступил в партию.
К концу войны Макаров вместе с женой вчерне набросал повесть «Касаясь сердца». В её основу легла исповедь Нины Морозовой о своей светлой и трагической любви в партизанском отряде. По-хорошему эту вещь стоило бы заново переписать, но в 1944 году у соавторов для этого не нашлось времени. А когда свободная минута появилась, они решили, что всю правду о чувствах их героев им всё равно напечатать не дадут, и свою рукопись задвинули в дальний ящик рабочего стола. Впервые повесть «Касаясь сердца» была напечатана лишь в 2010 году в сборнике архивных материалов ИМЛИ «XX век. Писатель и война».
Награждён орденом Красной звезды (1945), демобилизован в 1947 году в звании майора.

## Послевоенная литературная деятельность
Владимир Ермилов, оценив напечатанную перед демобилизацией в «Новом мире» статью Макарова о «Василии Тёркине» Твардовского, предлагает ему место редактора отдела — члена редколлегии в «Литературной газете». Но через три года Ермилов уходит из «Литературки». Газету возглавляет новый редактор — Константин Симонов, который решает укрепить редакцию своей командой.

В сложившейся ситуации Александр Фадеев предлагает Макарову перейти заместителем главного редактора в журнал «Знамя». Бросать газету Макарову не хотелось. 9 ноября 1950 года Макаров отправляет Фадееву обширное письмо. 
«Вчера, К. М. Симонов поставил меня в известность о том, что он, как главный редактор „Литературной газеты“, и руководство Союза считают целесообразным, освободив меня от обязанностей редактора раздела литературы в газете и учитывая, что, по моим склонностям и характеру, я более подхожу для работы в журнале, назначить меня заместителем редактора или ответственным секретарём журнала „Знамя“. Около года назад такое же предложение делали мне Вы, и, как Вы помните, я ответил тогда тоже согласием. Я и теперь вполне согласен с решением освободить меня от должности члена редколлегии „Литературной газеты“. Желание К. М. Симонова совпадает с моими желаниями. Что же касается моего назначения в редакцию „Знамени“, то, никоим образом не возражая против подобного назначения в будущем, я очень бы просил Вас, Александр Александрович, не делать этого в течение ближайшего года. И вот почему. Я крайне нуждаюсь хотя бы в одном годе для творческой работы, для работы писательской, а не редакционной, и просто для того, чтобы соприкоснуться с живой жизнью. Года два назад я написал книжку в 7 листов о поэзии А.Твардовского. В своё время эта книжка рецензировать в „Советском писателе“, была одобрена, и мне предложили внести некоторые дополнения. Однако время шло, я не имел возможности приняться за доработку, а по истечении ещё года понял, что хочу написать эту книгу заново. Материал для книги в её новом виде у меня готов, но для того, чтобы сделать, мне нужны 3-4 совершенно свободных месяца, тот „творческий отпуск“, который, хочется думать, я заслужил за три с половиной года напряжённой, всепоглощающей работы в газете. Моя литературная судьба складывалась не весьма благоприятно. В 1938 году я окончил Литературный институт и сразу же был призван в армию для прохождения срочной службы. В армии я пробыл два с половиной года, из них только год в многотиражке. Через три месяца после того, как я демобилизовался, началась война, и я, работавший тогда ответственным секретарём журнала „Краснофлотец“, пробыл в этом качестве до января 1947 года, то есть до назначения в „Л.Г.“. Редактором „Краснофлотца“ был В. Р. Щербина, одновременно редактировавший „Новый мир“, и при этом положении ответственный секретарь, естественно, оказывался почти наглухо прикованным к редакционному столу. Затем три безвыездных года в „Литературной газете“. Я чувствую, что превращаюсь просто в аппаратного работника, теряю связь с живой жизнью, а это для литературного критика, по-моему, смерти подобно. В своё время мои статьи привлекли внимание некоторой свежестью взгляда, но ведь эта свежесть была исключительно оттого, что я шёл в литературную критику от жизни, что у меня был какой-то запас живых впечатлений, запас, который с тех пор не пополнялся. Беда нашей критики, самая серьёзная её беда, именно в том, что она пишет о том, чего не знает, что представляет себе смутно, в виде разграфлённых схем, лишённых живой плоти. Критика профессиональная не сможет никогда подняться до необходимого уровня, если у нас не поймут, что критик — это писатель, что знание реальных прототипов литературных героев для него так же, если не более, необходимо, как и для писателя. Мне думается, и для меня, и для того органа Союза писателей, в котором мне потом придётся работать на редакторской работе, просто необходимо, чтобы я провёл ближайший год на оперативной и творческой работе, в качестве, например, специального корреспондента той же „Литературной газеты“. Такая работа в газете, как по литературным, так и по внутренним темам, позволила бы мне снова войти в жизнь, познакомиться на местах с литературным процессом, то есть сделать то, что нужно было делать и будучи редактором раздела, но чего я не делал, право, не по нежеланию. Работая спецкором газеты, я мог бы одновременно выполнять поручения Союза писателей. Это очень бы помогло моему творческому росту. Душа-то у меня, Александр Александрович, лежит всё-таки к критике, а не к редактированию статей других авторов. Впрочем, и право на редактирование тоже определяется качествам собственного творчества. Вот почему я очень прошу Вас пересмотреть вторую часть Вашего решения, пока оно ещё не приняло организационных форм, и думать обо мне как о литературном критике, нуждающемся в серьёзной поддержке, а не как о редакторе».
Но Фадеев сухо отвечает:
«Рад бы Вам помочь душою, да дела не позволяют. Идите, дорогой мой, в „Знамя“, как это было предложено и договорено».
Под началом малообразованного Вадима Кожевникова Макаров проработает чуть больше пяти лет. В 1952 году пишет книгу о романах официозного сталинисткого прозаика Семёна Бабаевского.
В феврале 1956 года Макаров назначается главным редактором воссозданного журнале «Молодая гвардия». Первый же номер открыл подборкой стихов Е. Евтушенко, публикуется казавшийся тогда прорывным роман Ю. Бондарева «Батальоны просят огня» (1957, № 5-6). Печатал Н. Асеева, Б. Слуцкого, защищал В. Дудинцева, дал возможность с разгромной рецензией на стихи А. Маркова дебютировать великому в будущем филологу М. Гаспарову. Бывший фронтовик только расправил плечи, как попадает в жуткую автомобильную катастрофу. Он еле-еле выкарабкался. Понятно, что тащить дальше журнал ему было уже невозможно. 17 декабря 1957 года секретариат СП СССР освобождает Макарова от занимаемой должности.

## Последние годы
После ухода с руководящих должностей в литературной прессе Макаров всецело отдаётся литературному творчеству. Несколько работ собраны из журнальных статей (Воспитание чувств, 1957; Разговор по поводу, 1959; Серьёзная жизнь, 1962). Написаны книги о творчестве Демьяна Бедного (1964) и Эдуарда Межелайтиса (1966).

В 60-е годы Александр Макаров вёл поэтический семинар на Высших литературных курсах при  Литературном институте. Одним из его семинаристов был поэт Валентин Сорокин, чьё творчество Макаров поддержал в «Литературной газете»  ещё до их очного знакомства.

В январе 1967 года Макаров, оглядываясь на пройденный путь, писал Виктору Астафьему:
«До жути обидно, оскорбительно даже, что в 55 лет остался тёмным полудеревенским парнем, кое-что кое-где нахватавшим. „Как бежала я через мосточек, ухватила кленовый листочек…“ А когда было хватать? Только в ранней юности и в результате бессистемного чтения. Лет до 18 я пытался и Гегеля читать, и в Канта лазить, что уж я там понимал — другое дело, но хоть читал, а потом работа, работа, работа. Ну вот в деревне избачил: года полтора тоже время было, но ведь и девки были. В Литинституте первые два года тогда были вечерними, днём на работе, успевай лишь то, что по программе, прочесть, потом армия, где не до чтения, работа в армейской печати лет шесть, в „Литгазете“ ещё хуже, при Ермилове газету раньше семи утра в печать не подписывали. В „Знамени“ первый зам. — рабочая лошадь. Наконец, вот уж десять лет я „вольный рабочий“. И что же я читаю — рукописи, чужие рукописи, как окаянный, одну за другой — нужно на что-то жить! Я не жалуюсь, я просто выясняю, почему остался тёмным. И честно признаться, даже культуры чтения не развил в себе — всё больше беллетристику, а как что-нибудь серьёзное, так оказывается мозга слаба, скоро утомляется. И выходит, и жить в своё удовольствие не жил, и читать не читал. И ни хрена путного не сделал. Только всё утешаем себя, что потомки наш подвиг оценят. Чёрта лысого, у этих потомков своих бед будет не оберёшься, только им и думать, что о наших подвигах».
Макаров умер 2 декабря 1967 года.

## Память
Виктор Астафьев писал родным критика:
«В отношении могилы — конечно, хорошо бы привезти камень из Калязина, с родной земли А.Н., но это как приложение, а вообще могилу нужно сделать без фокусов, по-человечески, с мраморной плитой и прочим. Живые могут тешить блажь свою и по-другому, а усопшие достойны человеческого почтенья нормального, без выкрутасов выраженного, то есть согласно ритуалу, установленному тысячелетиями людьми крещёными и уважающими память. Если Литфонд и Союз не соблаговолят сделать положенное, мы сами изыщем возможность (это те, кто чтит память А.Н.) собрать средства на надгробие и всё, что нужно к нему».
Вдове с помощью друзей-литераторов удалось добиться того, что прах Макарова, захороненный вначале на Ваганьковском кладбище, был перенесен на престижное Новодевичье — «между Суриковым, Есениным, Тимирязевым, Пукиревым, Архиповым».

В 1978 году Астафьев вчерне написал о Макарове повесть «Зрячий посох». Но она пришлась не ко двору, признавался писатель родным критика в октябре 1979 года.
«Со „Зрячим посохом“ дела сложные, вероятно, в ближайшее время мне её не опубликовать — такие требуются кастрации, что это неприемлемо ни с какой стороны».
В печать эту повесть Астафьев пробил лишь в 1987 году.
Имя А. Н. Макарова присвоено Калязинской районной библиотеке, там открыта постоянная экспозиция его книг.

## Семья
Жена — Наталья Фёдоровна Вейсброд. Дочь — Аннета Александровна Кутейникова — кандидат филологических наук, ведущий научный сотрудник ИМЛИ РАН. Внук — Александр.